# Наука в Албании
Наука в Албании развита очень слабо: расходы на науку составляют не более 0,18% ВВП страны, что является самым низким уровнем в Европе. Экономическая конкурентоспособность всей страны достаточно низкая, экономика сильно зависит от низких технологий.

## Обзор
С 1993 года у Албании резко сократились в связи с политической и экономической нестабильностью кадровые ресурсы в плане развития науки и технологии. Около 40% профессоров и исследователей из университетов и институтов покинули страну с 1990 по 1999 годы: так называемая «утечка мозгов» нанесла серьёзный удар по и так уже сильно ослабленной экономике страны.

## Стратегия научного развития
В 2009 году Правительство Албании утвердило Национальную стратегию по развитию науки, технологий и инноваций на 2009-2015 годы. Документ согласован с Департаментом стратегии и координации донорства при кабинете Премьер-министра Албании и в сотрудничестве с Министерством образования и науки при помощи ЮНЕСКО. Были объявлены пять целей:
- увеличить расходы на науку в три раза и достигнуть уровня в 0,6% от ВВП
- увеличить долю валовых внутренних расходов на науку из зарубежного финансирования (в том числе Программ научного исследования Евросоюза) до 40%;
- создать 4-5 албанских центров передового научного опыта, оснащённых специальным лабораторным оборудованием и рабочими местами для предварительной инкубации, тестирования, сертификации и т.д.
- удвоить число исследователей при помощи материальных стимулов и возврата стипендиатов; обучить новых исследователей (не менее 500 докторов философии) и создать три докторские программы в университетах
- стимулировать инновации в 100 компаниях путём инвестиций в местные исследования или консорциумов с НИИ или иностранными партнёрами[3].

Стратегию планировалось осуществлять в синергии с другими секторальными стратегиями и с учётом стратегии высшего образования, утверждённой в 2008 году, а также национальной стратегии развития и интеграции на 2007-2013 годы. Последнее подчёркивает важность модернизации агропищевой промышленности и туризма, а также стратегическое значение управления энергетикой, окружающей средой и водными ресурсами. Заинтересованные стороны предложили приоритизировать в качестве областей исследований сельское хозяйство и продовольствие, инфокоммуникационные технологии, общественное здравоохранение, албанистику и гуманитарные науки, природные ресурсы, биотехнологию, биоразнообразие, оборону и безопасность. Ещё одной особенностью является электронное обучение: в Албании действуют некоторые интернет-курсы.
Евросоюз поставил в рамках Лиссабонской стратегии чёткие цели исследований и инноваций для повышения конкурентоспособности экономики. Албания же сосредотачивается на создании основ экономического роста, поэтому не следует программе Евросоюза. Заместитель премьер-министра Генк Полло признаёт, что высокие темпы социально-экономического развития, необходимые для сохранения членства Албании в НАТО и вступления в ЕС, требуют усиления роли науки, технологии и инноваций в обществе. В августе 2009 года албанское правительство одобрило создание Албанского агентства по исследованиям, технологиям и инновациям в целях совершенствования управления развитием науки.

## Новые институты
В 2006 году Правительство Албании провело реформу системы научных исследований, преобразовав Академию наук по образцу стран ЕС. Теперь выбранное сообщество учёных управляет Академией наук, а не отдельными НИИ, интегрированными в систему высшего образования. В Политехническом институте в Тиране создан факультет информационных технологий, в сельскохозяйственном университете Тираны создан факультет биотехнологии и продовольствия, в Тиранском университете появился Центр прикладной и ядерной физики с кафедрой биотехнологии. Всего созданы  12 правительственных учреждений и центров для передачи технологий.

## Персонал
С настоящего момента все данные по развитию науки в Албании собираются по стандартам ОЭСР, Евростата и ЮНЕСКО. Проблемой остаются визовые условия для граждан Албании и иностранных граждан, посещающих в Албанию. Всего в стране насчитывается 578 научных сотрудников, из них 274 работают в Академии наук, 304 — в НИИ. Среднее число учёных составляет в среднем 0,2 на 1000 человек.